# Franziskanerkloster Bamberg

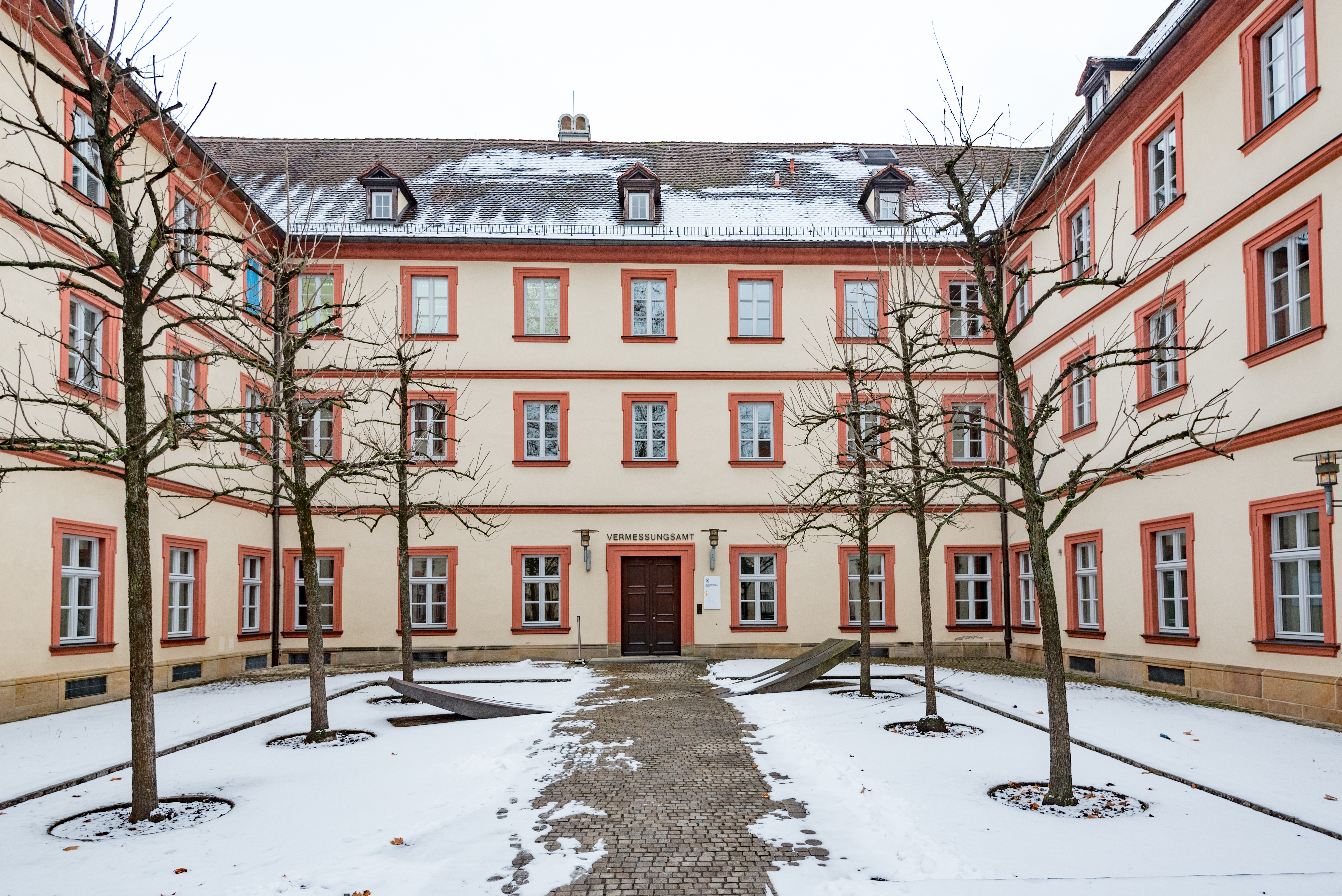
Ehemaliger Klosterhof von der abgebrochenen Kirche aus gesehen

Das Franziskanerkloster Bamberg, auch Barfüßer-Kloster oder Schrannenkloster ist ein ehemaliges Kloster der Franziskaner-Observanten in Bamberg in der Diözese Bamberg.

## Geschichte
Franziskaner sind bereits 1223 in Bamberg nachweisbar, ihr erstes Kloster lag vermutlich im Norden der Stadt bei den Siechhäusern. 1311 übernahmen sie die Gebäude des aufgelösten Templerordens an der Schranne an der Regnitz gegenüber dem späteren Geyerswörth. 1374 wurde die umgebaute Klosterkirche als St.-Anna-Kirche eingeweiht. Die Franziskaner wirkten als Seelsorger für die Bevölkerung, als Beichtväter des Domstiftes, der Kollegiatstifter St. Jakob, St. Stephan und St. Gangolf, des Konvents der Klarissen und des Michaelsklosters, auch waren sie als Prediger in Bamberg – hauptsächlich an der Liebfrauenkirche – und im Umland bekannt. Wegen der Beliebtheit der Franziskaner erreichte das Kloster, das der Oberdeutschen oder Straßburger Ordensprovinz (Provincia Argentina) angehörte, einen gewissen Wohlstand, so dass die Reformbewegung der Observanz im 15. Jahrhundert im Bamberger Franziskanerkloster nur unter Schwierigkeiten und gegen den Widerstand mehrerer Ordensleute durchgesetzt werden konnte. Einer der bekanntesten Bamberger Franziskaner war von etwa 1460 bis etwa 1475 Stephan Fridolin.
1625 wurde die Bayerische Kustodie, zu der das Kloster Bamberg gehörte, als Bayerische Franziskanerprovinz der Franziskaner-Reformaten unabhängig. Das Kloster Bamberg verblieb jedoch bei der Straßburger Provinz.
Fürstbischof Lothar Franz von Schönborn erteilte am 17. August 1716 die Genehmigung für einen Neubau der Konventsgebäude und gewährte am 5. Februar 1717 ein Almosenpatent. Die Grundsteinlegung war bereits am 1. September 1718. Eingeweiht wurden die Gebäude 1719 durch Provinzial Pater Nathanael Scheffer.
Im Zuge der Säkularisation in Bayern 1806 wurde das Kloster aufgelöst.
Die Klostergebäude dienten danach als Kaserne, Polizeikommissariat, Armeninstitut und Amtsgericht. Nach Umbauten ab 1976 bezogen 1991 staatliche Ämter das Gebäude.

## Klosterkirche
Die im 13. Jahrhundert errichtete Kirche St. Anna erhielt im 14. Jahrhundert einen neuen Chor. Aufgrund der Säkularisation in Bayern wurde die Kirche 1810/1811 abgebrochen. Die Kirche war Begräbnisort bedeutender Bamberger Bürger.
Vom Inventar, das gesichert aus der St.-Anna-Kirche stammt, haben sich der Kreuzaltar, gemalt von dem namentlich nicht bekannten Meister des Bamberger Altars von 1429 und die Grabplatte des Weihbischofs Inzelerius, die über einen Verkauf von Reiders in den Besitz des Bayerischen Nationalmuseums in München (Reider-Sammlung) überging, erhalten. In die Obere Pfarre gelangten sechs Bilder zum Leben Mariens und das Grabepitaph der Geschwister von Schnappauf. Der Kreuzweg befindet sich in der Pfarrkirche St. Sebastian (Hallerndorf) im Landkreis Forchheim.

## Spätere Franziskanerklöster in Bamberg

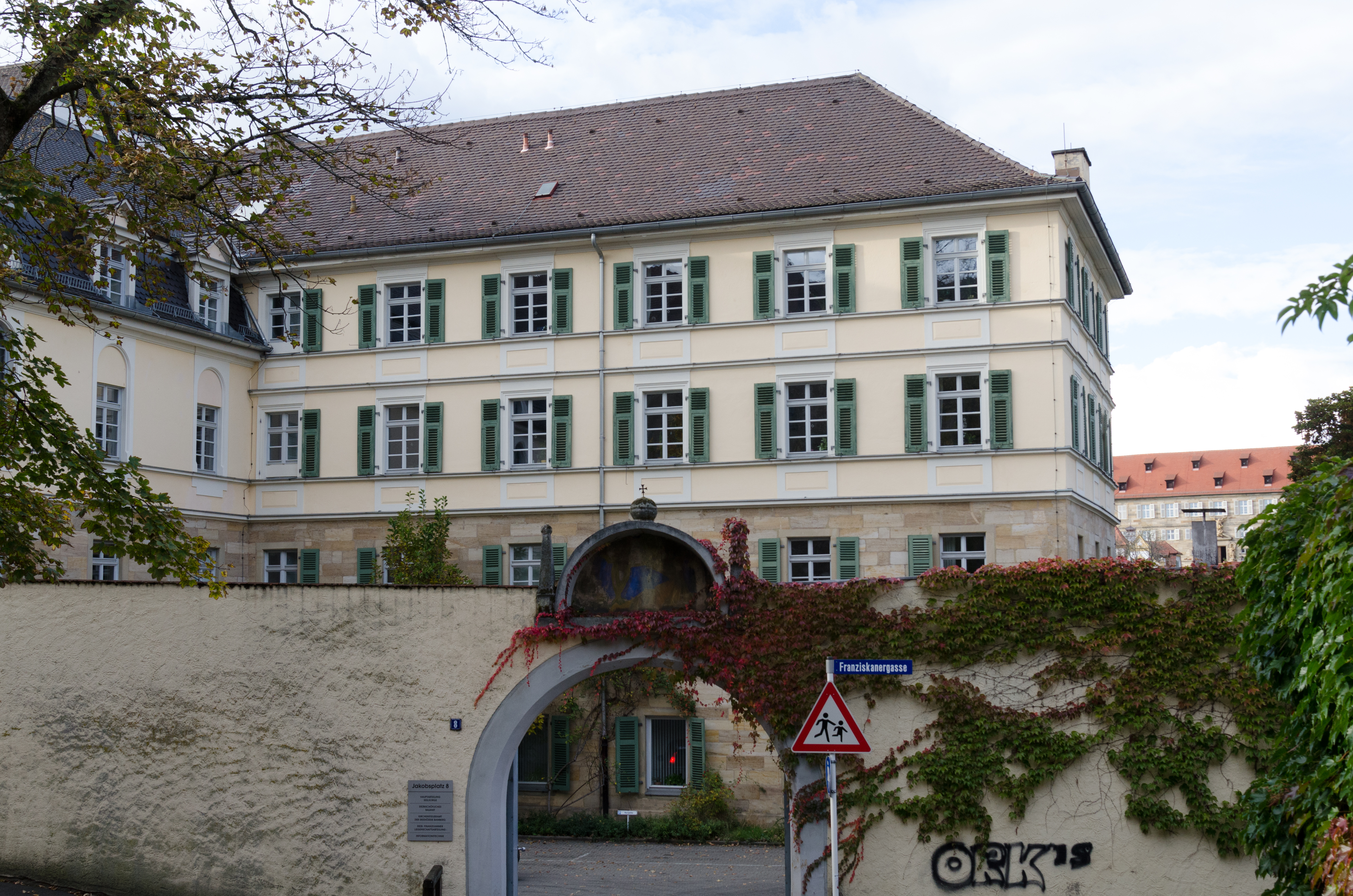
Klostergebäude 1852–1981

Die Franziskaner der Bayerischen Franziskanerprovinz kamen 1852 nach Bamberg und übernahmen das ehemalige Kollegiatstift St. Jakob, wo sie bis zum 7. September 1981 blieben. Von 1929 bis 1999 bestand außerdem ein Kloster an der Pfarrkirche St. Heinrich.

## Heutige Nutzung
Seit 1991 wird das ehemalige Klostergebäude vom Amt für Digitalisierung, Breitband und Vermessung Bamberg genutzt. Weiterhin befinden sich die Polizeiwache Bamberg-Schranne und die Immobilien Freistaat Bayern, Regionalvertretung Oberfranken in dem Gebäude.